# ФК Војводина 1928 Перлез
ФК Војводина 1928 је српски фудбалски клуб из Перлез, општина Зрењанин и тренутно се такмичи у Српска лига Војводина, трећем такмичарском нивоу српског фудбала.

## Подаци о клубу
Перлез се налази на 24 km јужно од Зрењанина. ФК "Војводина 1928" из Перлеза је основана 1928. године. Њихов стадион "Испод млине" се налази на западној ивици села. Стадион има две раздвојене трибине које су смештене на истој страни. Главна трибина са клупским просторијама је реновирана крајем 2012. године и сада има 92 седећих места тј столица. 
"Војводина 1928" дуго се такмичила у 5. рангу српског фудбала у Подручној лиги Зрењанин чак 7 сезона за редом од 2009/10. па до 2015/16. кад су прешли у виши ранг у Војвођанску лигу Исток и ту су се такмичили 3 године. Ове године су заузели друго место које их је одвело у бараж за попуну Српске лиге Војводина, у полуфиналу баража су се састали са другопласираном Слогом из Чонопље која се такмичила у Војвођанској лиги Север. Прва утакмица која је одиграна 16. јуна 2019. у Чонопљи, завршена је нерешено резултатом 2:2 (0:1). Четири дана касније, у Перлезу је такође било нерешено 1:1 (0:0), након чега су се перлежани пласирали у финале где су одмерили снаге са екипом ЧСК Пиваре из Челарева. У првој утакмици у Челареву, "Војводина 1928" је неочекивано славила 0:2 (0:2), на реваншу у Перлезу, утакмица је завршена без голова.